# Peperomia bermudezana
Peperomia bermudezana är en pepparväxtart som beskrevs av William Trelease. Peperomia bermudezana ingår i släktet peperomior, och familjen pepparväxter. Inga underarter finns listade i Catalogue of Life.